# Sant Serni de Llorts
Sant Serni de Llors és una església ubicada al nucli de població de Llorts, pertanyent a la parròquia d'Ordino, Principat d'Andorra, declarada Bé d'interès cultural
. L'església actual va substituir el temple original, segurament d'època romànica.

## Descripció
Té una estructura de planta rectangular, però exteriorment no es distingeix l'absis i la sagristia està afegida a la dreta de la capçalera. La coberta és de dos vessants i reposa sobre encavallades de fusta que descansen al mur nord sobre pilars adossats que es corresponen amb sengles contraforts a l'exterior.

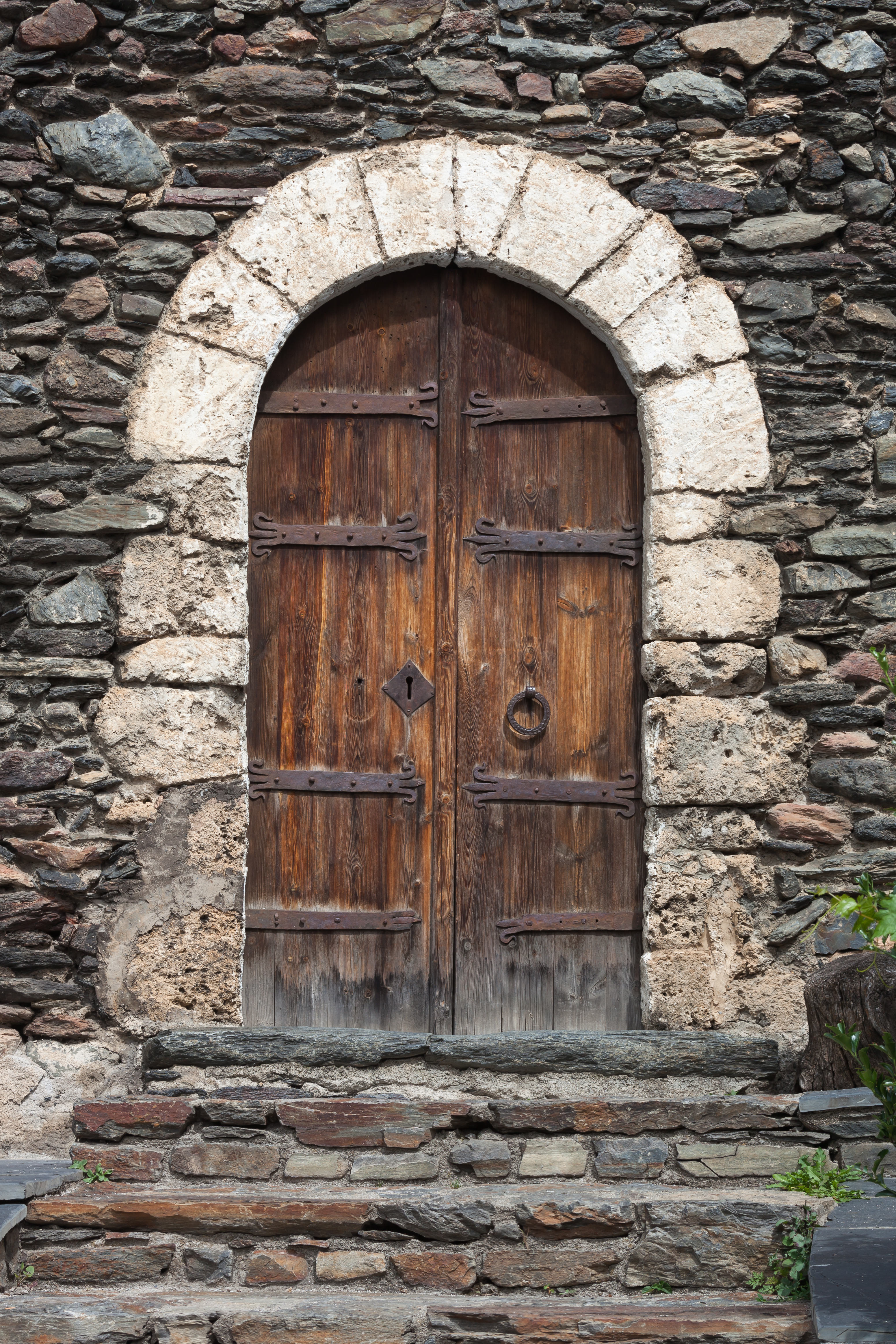
Porta d'entrada amb arc de mig punt

La façana principal està orientada al sud i dona a una petita plaça. Disposa d'una porta central d'entrada, rematada per un arc de mig punt. L'arc i el marc de la porta estan fets amb carreus de pedra tosca. Per sobre hi ha un òcul. Té dues finestres de doble esqueixada en el mur nord i dos campanars d'espadanya, un sobre el mur dels peus amb dues obertures de mig punt i un de senzill sobre l'arc triomfal.
A l'interior es conserva un retaule barroc dedicat a Sant Serni i un Sant Crist. Té un cor de fusta als peus de la nau i l'absis queda separat d'aquesta per un arc triomfal i està cobert amb volta de canó.